# Port lotniczy Bacău
Port lotniczy Bacău (IATA: BCM, ICAO: LRBC) – port lotniczy położony w Bacău, w okręgu Bacău, w Rumunii.

## Linie lotnicze i połączenia
| Linia lotnicza | Kierunek |
| -------------- | --- |
| AeroItalia     | 1. Mediolan-Bergamo (od 31 marca 2024) 2. Rzym-Fiumicino |
| Dan Air        | 1. Barcelona 2. Mediolan-Bergamo (od 1 kwietnia 2024) 3. Bolonia (od 2 kwietnia 2024) 4. Bruksela 5. Katania 6. Dublin 7. Liverpool 8. Londyn-Luton 9. Rzym-Fiumicino 10. Turyn Sezonowo: 1. Madryt |
| HiSky          | Sezonowe czartery: 1. Antalya |
| Wizz Air       | 1. Londyn-Luton 2. Mediolan-Malpensa |